# Stanislaw Schukow
Stanislaw Schukow (ukrainisch Станіслав Жуков; englisch Stanislav Zhukov; * 26. März 1992 in Nowowolynsk) ist ein ukrainischer Handballspieler.

## Karriere

### Verein
Stanislaw Schukow lernte das Handballspielen beim HK Budiwelnyk Browary, mit dem er am EHF-Pokal 2009/10 und am Europapokal der Pokalsieger 2010/11 teilnahm. 2011 wechselte der zwei Meter große linke Rückraumspieler zum ukrainischen Spitzenklub HK Motor Saporischschja, mit dem er 2013, 2014, 2015, 2016 und 2017 die ukrainische Meisterschaft sowie 2013, 2015, 2016 und 2017 den Pokal gewann. Mit Motor nahm er am Europapokal der Pokalsieger, am EHF-Pokal und mehrfach an der EHF Champions League teil. Zur Saison 2017/18 verpflichtete ihn der deutsche Bundesligist VfL Gummersbach als Nachfolger für Julius Kühn. Nach dem Abstieg der Gummersbacher in die 2. Bundesliga im Sommer 2019 kehrte Schukow nach Saporischschja zurück. Im Februar 2020 wechselte er zum russischen Erstligisten GK Spartak Moskau, mit dem er den zweiten Platz in der ersten russischen Liga erreichte. Nach der Umfirmierung in GK ZSKA Moskau nahm er mit dem Hauptstadtklub zweimal an der EHF European League teil. Nach dem russischen Überfall auf die Ukraine im Februar 2022 flüchtete Schukow mit seiner Frau und seinem Sohn nach Deutschland. Wenige Tage später erhielt er beim VfL Gummersbach einen Vertrag bis Saisonende. Da er einen zuvor erlittenen Kreuzbandriss auskurierte, blieb er ohne Einsatz.

### Nationalmannschaft
Mit der ukrainischen Nationalmannschaft belegte Schukow bei der Europameisterschaft 2020 den 19. Platz. Im Turnier warf er zwölf Tore in drei Partien. Insgesamt bestritt er mindestens 40 Länderspiele, in denen er 103 Tore erzielte.